# Fyns Storkreds
Der Fyns Storkreds ist ein Mehrpersonenwahlkreis bei Folketingswahlen in Dänemark. Er besteht seit der Folketingswahl 2007, zählt zum Landesteil Sjælland-Syddanmark und ist deckungsgleich mit den östlich des Kleinen Belts liegenden Teilen der Region Syddanmark, die bis 2007 das Fyns Amt bildeten.

## Opstillingskredse
Der Fyns Storkreds umfasst acht Opstillingskredse (Aufstellungskreise). In Klammern angegeben ist die Zahl der Wahlberechtigten bei der Wahl 2022:
- 41 – Odense Øst (53.406)
- 42 – Odense Vest (46.942)
- 43 – Odense Syd (53.194)
- 44 – Assens (30.733)
- 45 – Middelfart (52.356)
- 46 – Nyborg (42.780)
- 47 – Svendborg (55.447)
- 48 – Faaborg (43.974)

## Wahlergebnisse

### Stimmenanteile
Die Socialdemokraterne lagen bei allen bisherigen Wahlen im Wahlkreis in Führung und bauten ihren Stimmenanteil bei jeder Wahl weiter aus. Die Venstre hingegen hing bisher stets dem landesweiten Durchschnitt hinterher.
| Wahl | Wahl  | Wahl- berechtigte | Wahl- beteiligung | A    | B   | C    | D   | E   | F    | I 1 | K   | M   | O    | P   | Q   | V    | Æ   | Ø   | Å   | Sonst. |
| ---- | ----- | ----------------- | ----------------- | ---- | --- | ---- | --- | --- | ---- | --- | --- | --- | ---- | --- | --- | ---- | --- | --- | --- | ------ |
| 2007 | [ 2 ] | 360.475           | 86,6              | 26,9 | 5,0 | 13,3 | —   | —   | 14,0 | 2,4 | 0,4 | —   | 14,8 | —   | —   | 21,4 | —   | 1,8 | —   | —      |
| 2011 | [ 3 ] | 363.568           | 87,8              | 28,4 | 8,4 | 05,1 | —   | —   | 10,5 | 4,2 | 0,4 | —   | 12,3 | —   | —   | 24,3 | —   | 6,3 | —   | 0,1    |
| 2015 | [ 4 ] | 367.916           | 86,0              | 28,9 | 3,4 | 03,5 | —   | —   | 04,4 | 6,5 | 0,4 | —   | 21,8 | —   | —   | 18,2 | —   | 8,5 | 4,5 | 0,0    |
| 2019 | [ 5 ] | 374.322           | 84,6              | 30,2 | 7,3 | 06,2 | 1,9 | 0,8 | 06,7 | 1,9 | 1,1 | —   | 08,9 | 1,9 | —   | 23,4 | —   | 6,8 | 3,0 | —      |
| 2022 | [ 1 ] | 378.832           | 83,9              | 32,5 | 3,0 | 05,2 | 3,5 | —   | 08,2 | 6,4 | 0,4 | 9,9 | 02,6 | —   | 0,9 | 11,8 | 8,2 | 4,7 | 2,7 | 0,1    |

### Mandate
Der Fyns Storkreds konnte bei allen bisherigen Wahlen zwölf Wahlkreismandate vergeben. In Klammern angegeben ist zudem die Zahl der Ausgleichsmandate, die zusätzlich an Kandidaten aus dem Wahlkreis fielen. 
| Wahl | Gesamt | A     | B     | C     | D     | F     | I 1   | M   | O     | V     | Æ   | Ø     | Å     |
| ---- | ------ | ----- | ----- | ----- | ----- | ----- | ----- | --- | ----- | ----- | --- | ----- | ----- |
| 2007 | 12 (2) | 4 —   | 0 (1) | 1 (1) | —     | 2 —   | 0 —   | —   | 2 —   | 3 —   | —   | 0 —   | —     |
| 2011 | 12 (5) | 4 (1) | 1 —   | 0 (1) | —     | 1 (1) | 0 (1) | —   | 2 —   | 3 (1) | —   | 1 —   | —     |
| 2015 | 12 (6) | 4 (1) | 0 —   | 0 (1) | —     | 0 (1) | 1 —   | —   | 3 (1) | 3 —   | —   | 1 (1) | 0 (1) |
| 2019 | 12 (3) | 4 (1) | 1 —   | 1 —   | 0 —   | 1 —   | 0 —   | —   | 1 (1) | 3 (1) | —   | 1 —   | 0 —   |
| 2022 | 12 (4) | 6 —   | 0 —   | 0 (1) | 0 (1) | 1 —   | 1 —   | 1 — | 0 (1) | 2 —   | 1 — | 0 (1) | 0 —   |